# Adrian Marciniak
Adrian Marciniak (ur. 9 maja 1980 we Wrocławiu) – polski piłkarz ręczny, wychowanek MOS Wrocław. Jego drugą drużyną był WKS Śląsk Wrocław, z którym wywalczył brązowy medal mistrzostw Polski, a następnym Metalplast Oborniki. Po rozpadzie obornickiego klubu i wyleczeniu kontuzji kolana Adrian Marciniak trafił do SPR-u Chrobry Głogów, w którym występował do maja 2008. Z tą drużyną zdobył wicemistrzostwo Polski w sezonie 2005/2006. Później ponownie był zawodnikiem Śląska Wrocław, z którym wywalczył awans z pierwszej ligi do ekstraklasy w sezonie 2008/09. Po sezonie 2009/2010 wrocławski klub zakończył swoje istnienie, a borykający się z kontuzją barku Marciniak pozostał bez klubu. W czerwcu przeszedł skomplikowaną operację lewego stawu barkowego w jednej z poznańskich klinik. W grudniu 2010 podpisał, obowiązujący do końca sezonu, kontrakt z SPR Chrobry Głogów. Obecnie występuje w pierwszoligowej drużynie ŚKPR Świdnica.